# Stile formulare
Lo stile formulare è un modo di esprimersi caratterizzato da formule, cioè da ripetizioni di epiteti, di espressioni fisse e di topoi, adottato in origine dagli aedi, i cantori professionisti della Grecia antica, ma utilizzato anche nell'epica medievale europea. Questo particolare stile, con i versi o le frasi ripetute con piccole variazioni, con l'uso di patronimici ("Achille Pelide", cioè figlio di Peleo), o aggettivi che caratterizzano un personaggio e lo accompagnano sempre ("Achille pie' veloce") serviva al cantore a semplificare il linguaggio e a connotare i personaggi e le situazioni per facilitarne il riconoscimento da parte del pubblico.
Soprattutto nell'epica classica, lo stile formulare è legato ad un repertorio di espressioni appartenenti alla tradizione, ben consolidato e fisso. Il risultato è generalmente uno stile ridondante, ripetitivo e limitato nella varietà espressiva, che coadiuvato dal ritmo dei versi diventa un ausilio mnemonico per il pubblico.